# Vienne (departement)
 Vienne  je departement ve střední Francii, v regionu Nová Akvitánie. Hlavním městem je Poitiers, název je podle řeky Vienne. Člení se na 3 arrondisementy.

## Popis
Vienne patří mezi větší departementy a má spíše oceánské podnebí: mírné zimy a chladnější léto. Velký význam zde má zemědělství, v severní části převládá rostlinná produkce, v jižní a západní chov ovcí a koz. Průmysl a služby se soustřeďují ve větších městech, v Poitiers a v Chatellerault. V Poitiers je stará univerzita, založená roku 1431, a katolické biskupství. Vienne je oblíbeným cílem turistů, kteří zde hledají klid, přírodu, historické památky a proslulé kozí sýry. Chatellerault a Poitiers leží na dálnici A10 (Paříž – Bordeaux) a na lince TGV Atlantique.

## Historie
Departement Vienne vznikl – stejně jako většina ostatních – za Velké francouzské revoluce, roku 1790, a to z části historické oblasti Poitou, Anjou a Loudunais.
V dávné minulosti v kraji sídlil galský kmen Pictonů a v místě dnešního Poitiers bylo oppidum, které později rozšířili Římané. Římské divadlo a opevnění bylo z větší části zničeno v 19. století. Ve 4. století zde šířil křesťanství svatý Hilarius z Poitiers, který zde založil biskupství; ve Vienne se odehrály dvě významné bitvy: roku 507 král Chlodvík I. zvítězil u Vouillé nad Vizigóty a roku 732 porazil Karel Martel v bitvě u Poitiers maurské vojsko.
Vienne hrála významnou úlohu za stoleté války, za druhé světové války byla útočištěm mnoha uprchlíků a působilo zde významné hnutí odporu, které v roce 1944 čítalo několik tisíc bojovníků.

## Arrondisementy
- Châtellerault
- Montmorillon
- Poitiers

## Nejvýznamnější města

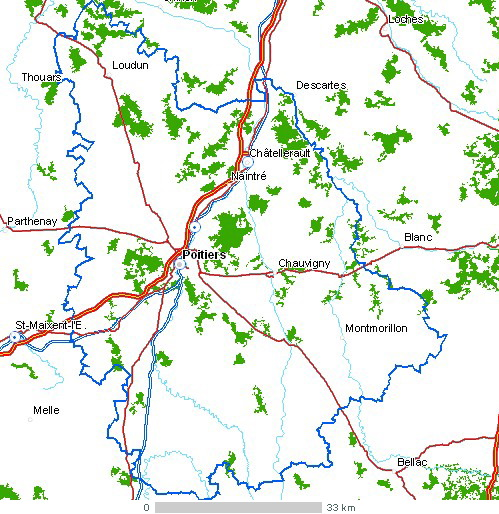
Vienne (Politická mapa)

- Poitiers – 91 395 obyvatel
- Châtellerault – 34 402

## Sousední departementy
| Růžice kompasu |             | Maine-et-Loire       | Indre-et-Loire | Růžice kompasu |
| Růžice kompasu | Deux-Sèvres | Sever                | Indre          | Růžice kompasu |
| Růžice kompasu | Deux-Sèvres | Vienne (departement) | Indre          | Růžice kompasu |
| Růžice kompasu | Deux-Sèvres | Jih                  | Indre          | Růžice kompasu |
| Růžice kompasu |             | Charente             | Haute-Vienne   | Růžice kompasu |